# Zamek Rajsko
Rajsko (Zamczysko) (do końca II wojny światowej niem. Neidburg) – sztuczne ruiny znajdujące się na wysokim prawym brzegu Kwisy na terenie wsi Zapusta. Ruiny zostały zbudowane w latach 1875–1878 według pomysłu i na zlecenie Aleksandra von Minutoli, właściciela pobliskich Biedrzychowic. W ruinach wykorzystano wtórnie detale architektoniczne z ruin dawnych okolicznych kościołów i pałaców. Odbudowany w XXI w.

## Nieudokumentowane opowieści
W wielu popularnych publikacjach można znaleźć nieudokumentowane twierdzenia jakoby w tym miejscu istniał w XIII wieku zamek, nie potwierdzają tego jednak wiarygodne źródła.

## Dalsze dzieje budowli
W 1925 obiekt został wydzierżawiony lubańskiemu oddziałowi Verband Für Deutsche Jugendherbergen (Związek Niemieckich Schronisk Młodzieżowych). Obiekt przebudowano i otwarto w nim schronisko. Od 1945 w stanie postępującej dewastacji. Od 2010 roku własność prywatna, gruntownie modernizowany. Odbudowano byłe schronisko oraz zamek właściwy.

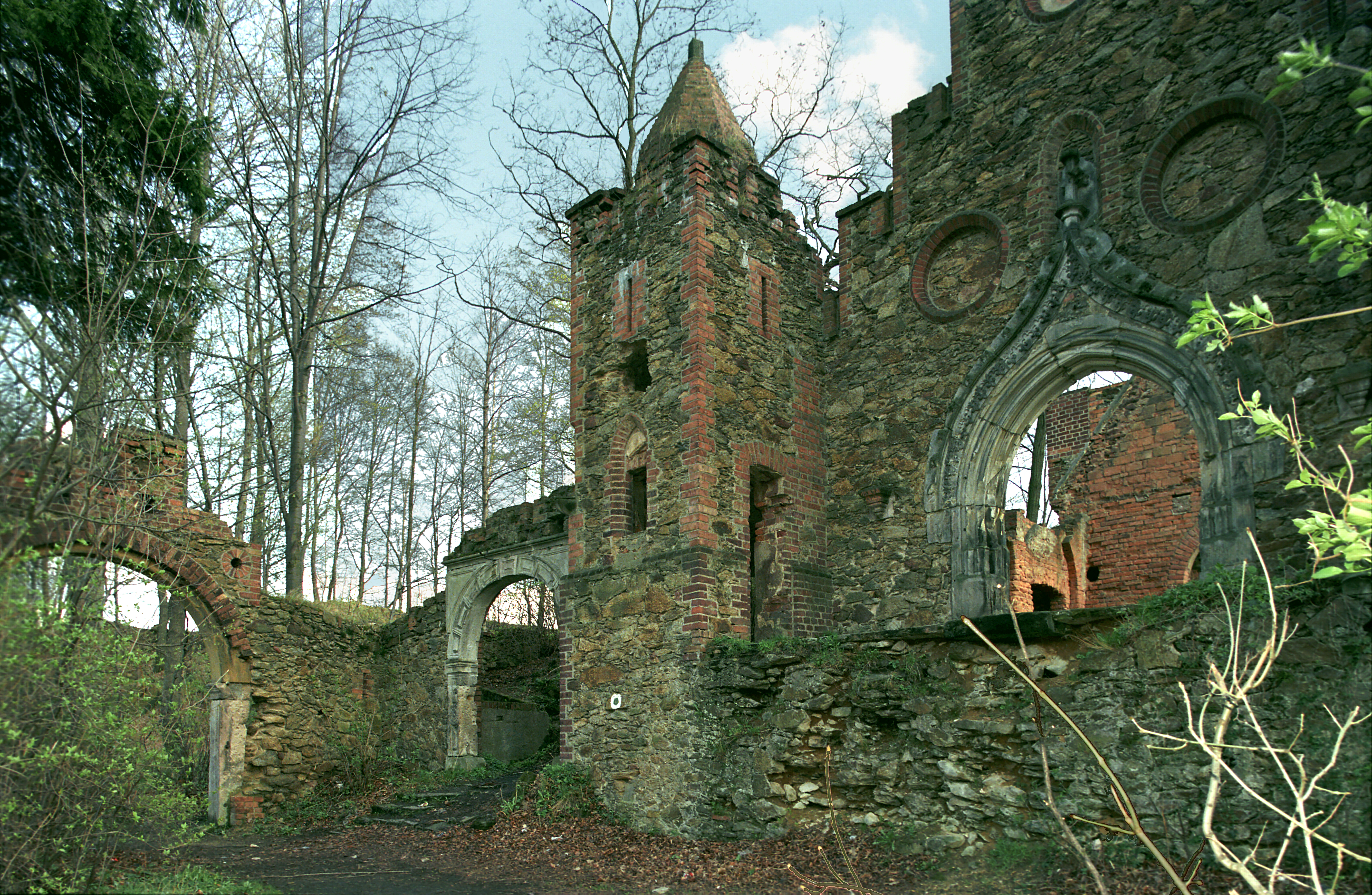
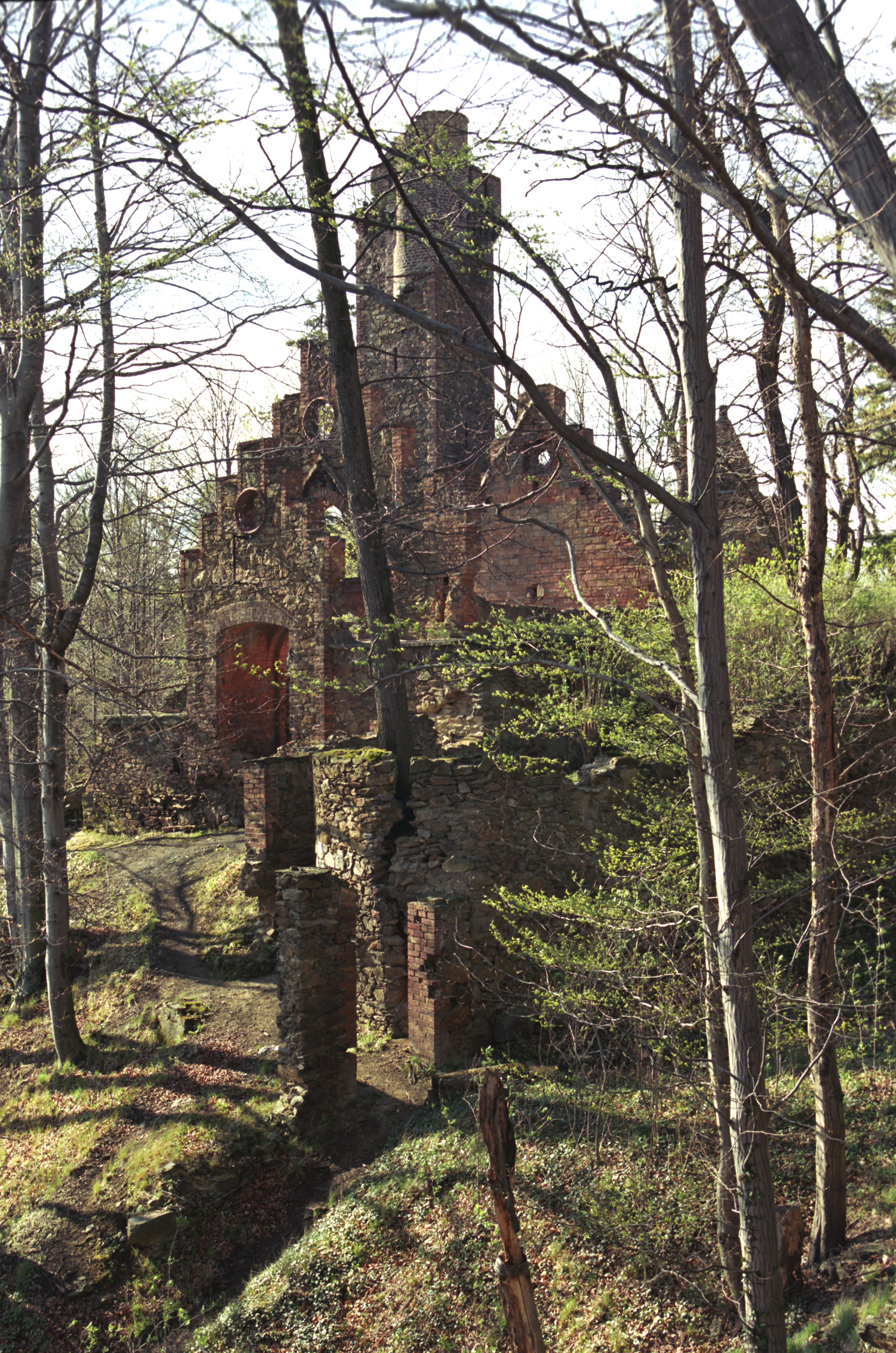
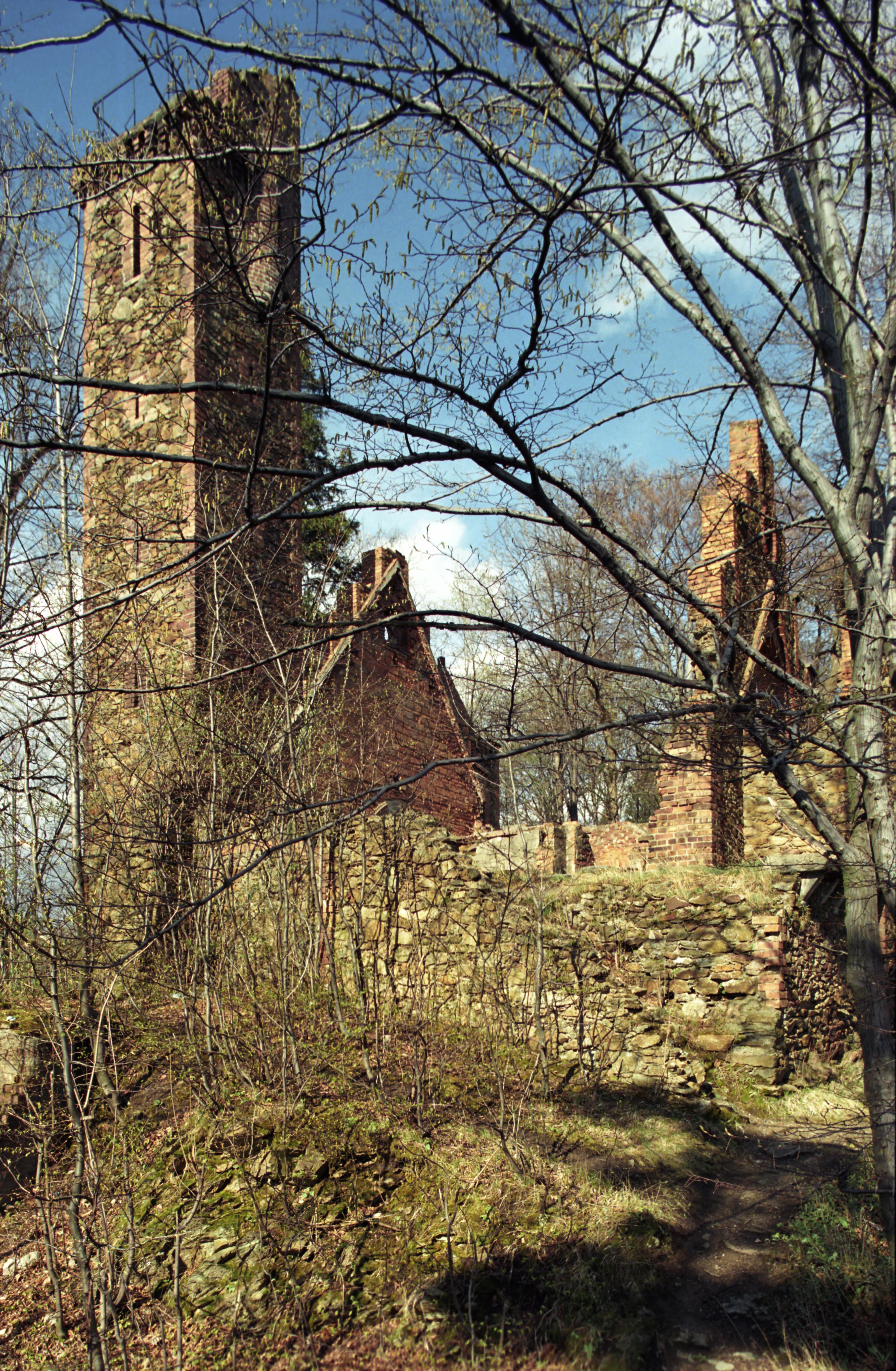

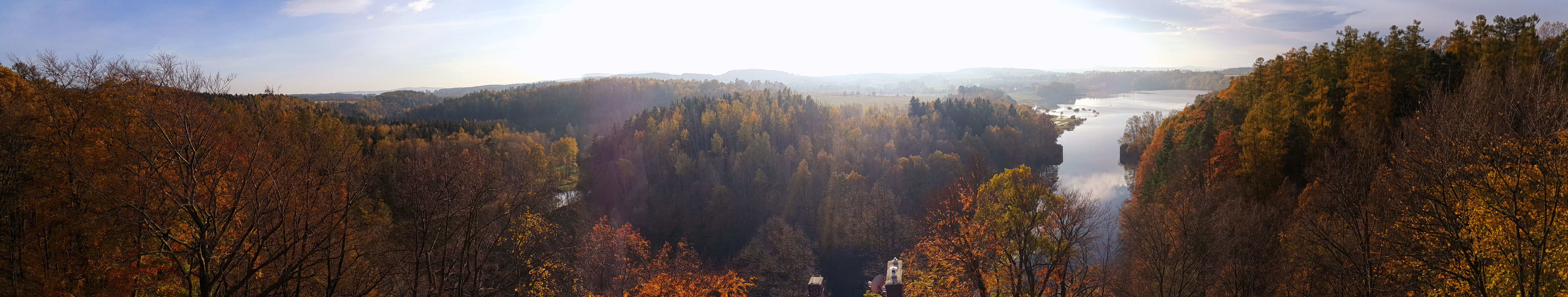
Panorama z wieży Zamku Rajsko